# Bahía de Brunéi
La bahía de Brunéi (en malayo: Teluk Brunei) es cuerpo de agua en Brunéi y Borneo. Se encuentra en las coordenadas 4 ° 45'-5 ° 02'N, 114 ° 58'-115 ° 10 'E, al este de Bandar Seri Begawan. La parte de la bahía de Brunéi se divide en dos secciones separadas por una porción de Sarawak (Limbang) con unos 6 km de ancho en la costa. Es una bahía muy accidentada, con una superficie de aproximadamente 250.000 ha (c.50, ooo hectáreas en territorio de Brunéi), compartido entre los estados de Brunéi Darussalam y los estados orientales malasios de Sarawak y Sabah. Una cadena de islas, incluyendo la gran isla malaya de Labuan forman el límite entre la bahía y el mar de la China Meridional.